# マルチーズ
マルチーズは、マルタ共和国原産の小型犬及び世界最古の愛玩犬の一種として知られる犬種である。

## 歴史
血統的にはビション・フリーゼ、ハバニーズ、ボロニーズ、コトン・ド・テュレアールなどのビション系犬種とかかわりを持つ犬種である。
マルチーズは、ヨーロッパで最初から愛玩犬として飼われた犬種として、もっとも古い歴史を持っている。
古代
その歴史は紀元前1500年頃、貿易の中継点だったマルタ島にフェニキア人の水夫たちが持ち込んだ犬が元になっていると言われている。マルチーズに関する記述は紀元前300年頃に記録されている。ギリシャの陶製の壺や皿にはマルチーズと同じような犬が5世紀頃から描かれていた。マルチーズに対する愛情が嵩じて墓標が建てられたという証拠も残っている。エジプトの王が、マルチーズに金の器で食事を与えたという逸話もあることが知られている。
中世
14世紀初め、初めてイギリスに持ち込まれ、上流階級の婦人たちから「抱き犬」として高い支持を受けた。特にヘンリー8世はマルチーズを溺愛していたという。15世紀にはフランスにも渡って、一躍流行犬となり、破格の値段で取引されたとされている。
近世〜現代
マルタ島がイギリス領となった1813年以後、2頭のマルチーズがヴィクトリア女王への献上品としてイギリスに送られた。2頭は女王の手には渡らなかったものの、当時は世界最大の帝国だったイギリスで初めてドッグショーに出されたことで名声を高め、さらなる人気に火をつけることとなった。

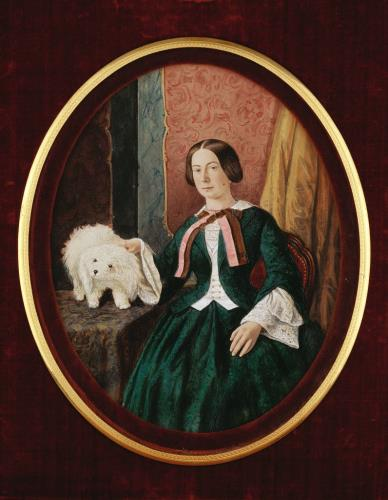
ルイーザ・ホルタイセンとマルチーズ

アメリカにおいて、1877年頃までマルチーズは「マルチーズ・ライオン・ドッグ」として紹介されていた。「ライオン・ドッグ」という名前はアジアの愛好家たちによってつけられたもので、彼らが犬たちの被毛をライオンのたてがみのように切っていたことに由来していると考えられている。その後、1888年にAKCに認定されることになったことから、この犬種の人気は徐々に上昇した。また、この時期にはヨーロッパ全体で流行した。
日本での流行は1970年代に入ってからである。白色被毛の犬が好まれる傾向が日本では特に顕著で、スピッツの流行に続いた。日本国内の飼育頭数による人気犬種ランキング（JKC調べ）では1968年から1984年までの16年もの長期間、登録数のトップの座を守り、今でも人気の高い犬種である。(アニコム損害保険株式会社によると、2016年時点で10位)

## 概説
大きさについて、体高20〜25cm程度、体重は2.5〜3.2kgが理想とされる。寿命は12〜15歳程度と、他の小型犬と大差はない。
被毛は光沢のある純白のものがほとんどであるが、白以外の毛色を持つ個体もいる。例えば、レモンと言われる種類の毛の色の個体は、黄色がかった白色をしている。あるいは、タンと言われる種類の薄いベージュ色の白の毛色の個体も見られる。繁殖目的でなければ、純白以外の毛色も個性として許容される。

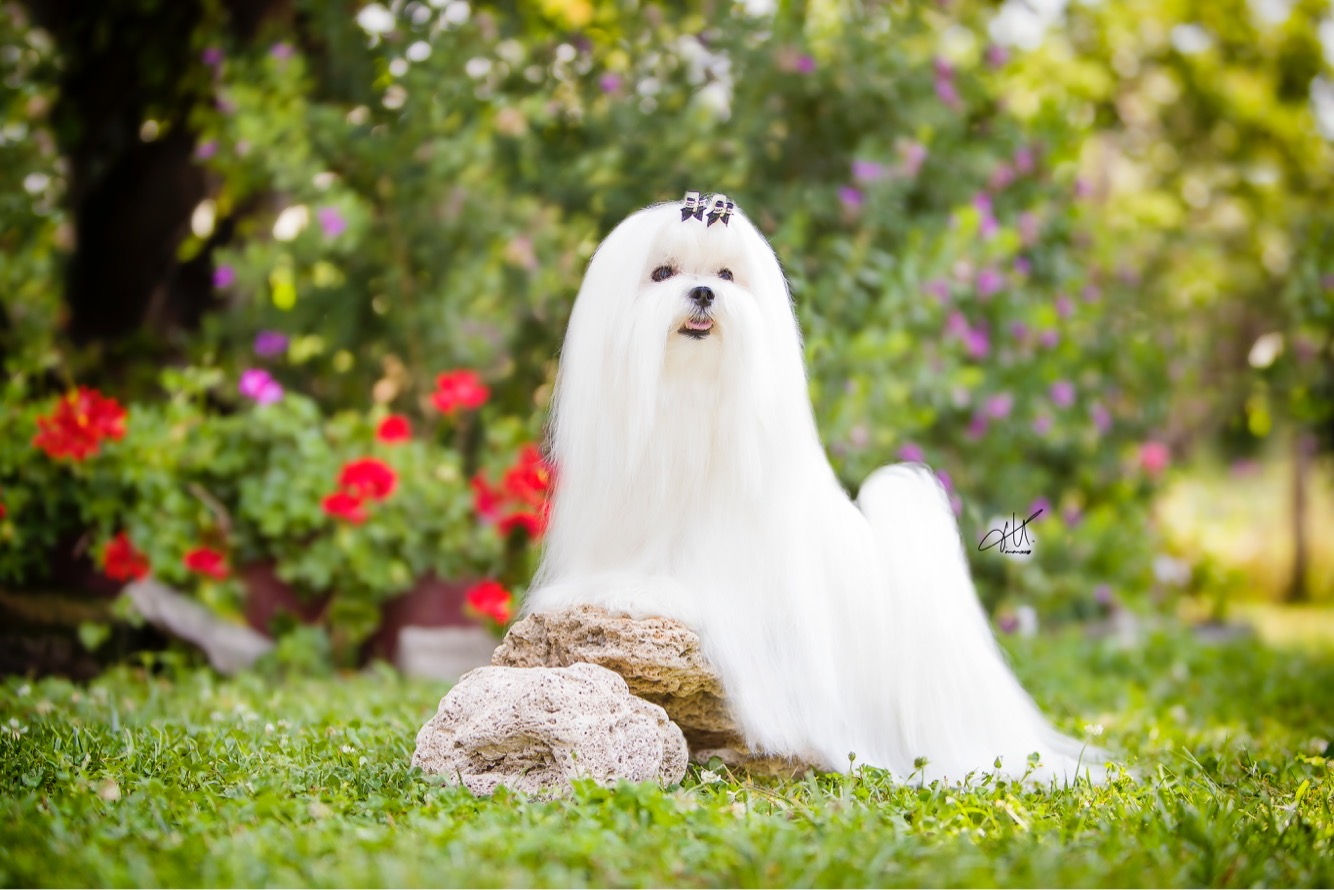
美しいロングヘアーのマルチーズ

上述の毛色に関わらず下毛（アンダーコート）のないシングルコートの直毛である。
犬の季節による換毛は、アンダーコートにのみ発生するため、マルチーズには換毛期が存在しない。
そのため抜け毛が少ない傾向になるが、換毛が起こらない分、寒さには弱いため、適切な温度管理が必要である。
繊細な被毛は手触りが良いが毛玉になりやすく、ブラッシングやトリミングなどの手入れが欠かせない。被毛が地面まで届くフルコートがスタンダードであるが、家庭犬では短く刈り込み（サマーカット）していることが多い。

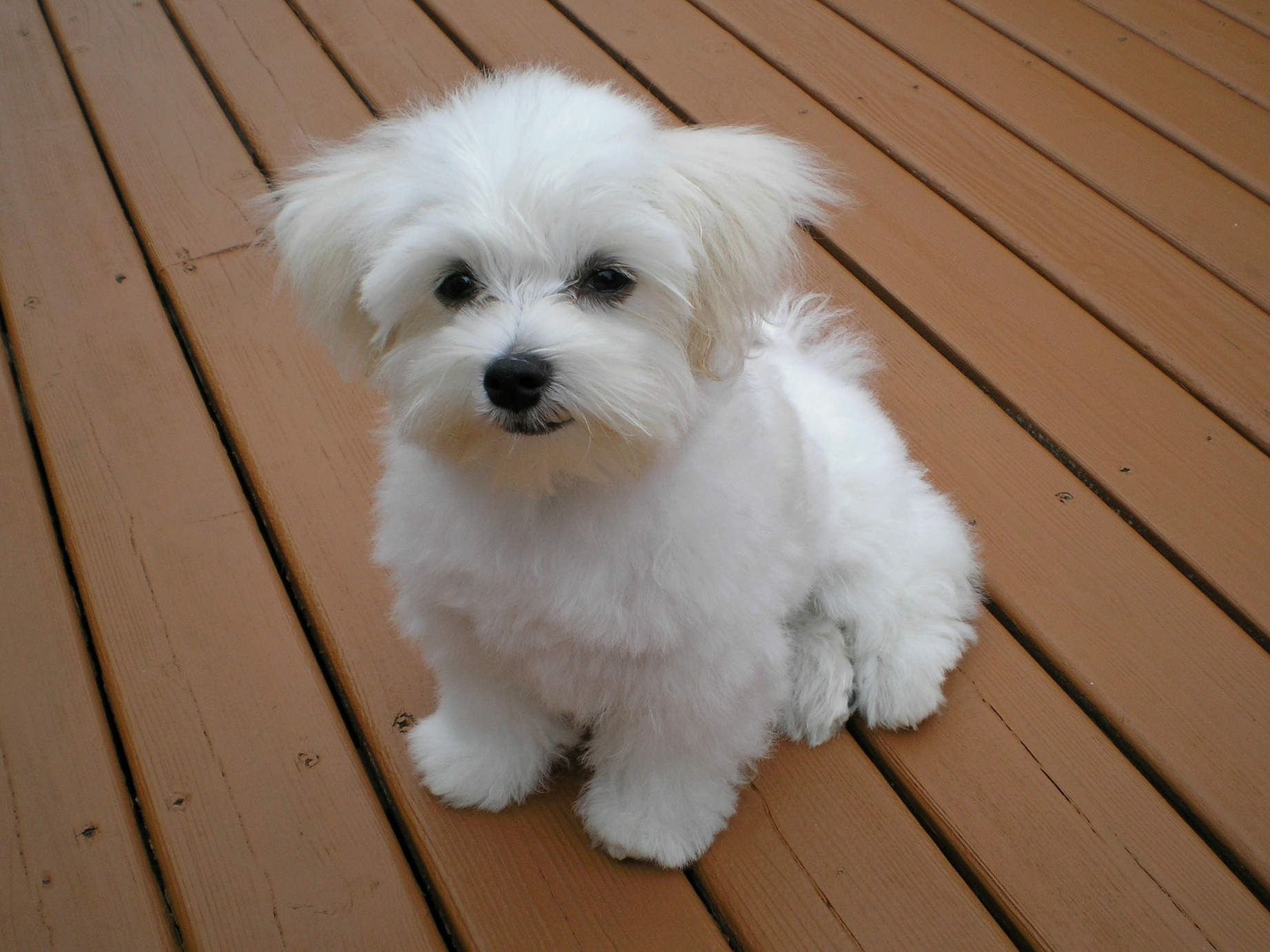
サマーカット

毛を長く保つ場合は、被毛を引きずることにより、痛みやすいので細かなケアが必要である。美しい被毛を保つために日々できることとして、紙とゴムで体の横などに留めておく方法や、滑り止めとして靴下や靴をマルチーズにはかせることで自分の爪で被毛を傷つけることを防ぐ方法がある。
被毛の白さと対照的に鼻、唇、目の縁や足裏は黒く、目も暗色であるのが普通である。色素の弱い個体では、冬場に鼻がピンク色になるウィンタースノーが発生しやすい。耳は垂れている。爪には白爪と黒爪の二種類があり、色素が濃い個体は爪が黒く、色素が薄い個体は爪が白くなる。色素が薄い個体にはアルビノ種がいる。爪の色は恒久的ではなく、もともと白かった爪が黒っぽくなったりする変色も起こるが、病気ではないため心配は無用である。
寿命は12〜15歳である

## 特性

### 性格
性質は大人しく、人なつっこい。明るく、外交的でもある。行動的には「ほどほどに快活でほどほどに穏やか」「ほどほどに賢いが、好奇心や探求心が強すぎてイタズラに走ることもない」「警戒心はあるので少しは吠えるが、いつまでも騒ぎ立てるタイプではない」など、何事にも中庸で、コントロールしやすい。加えて従順なタイプの犬種である。

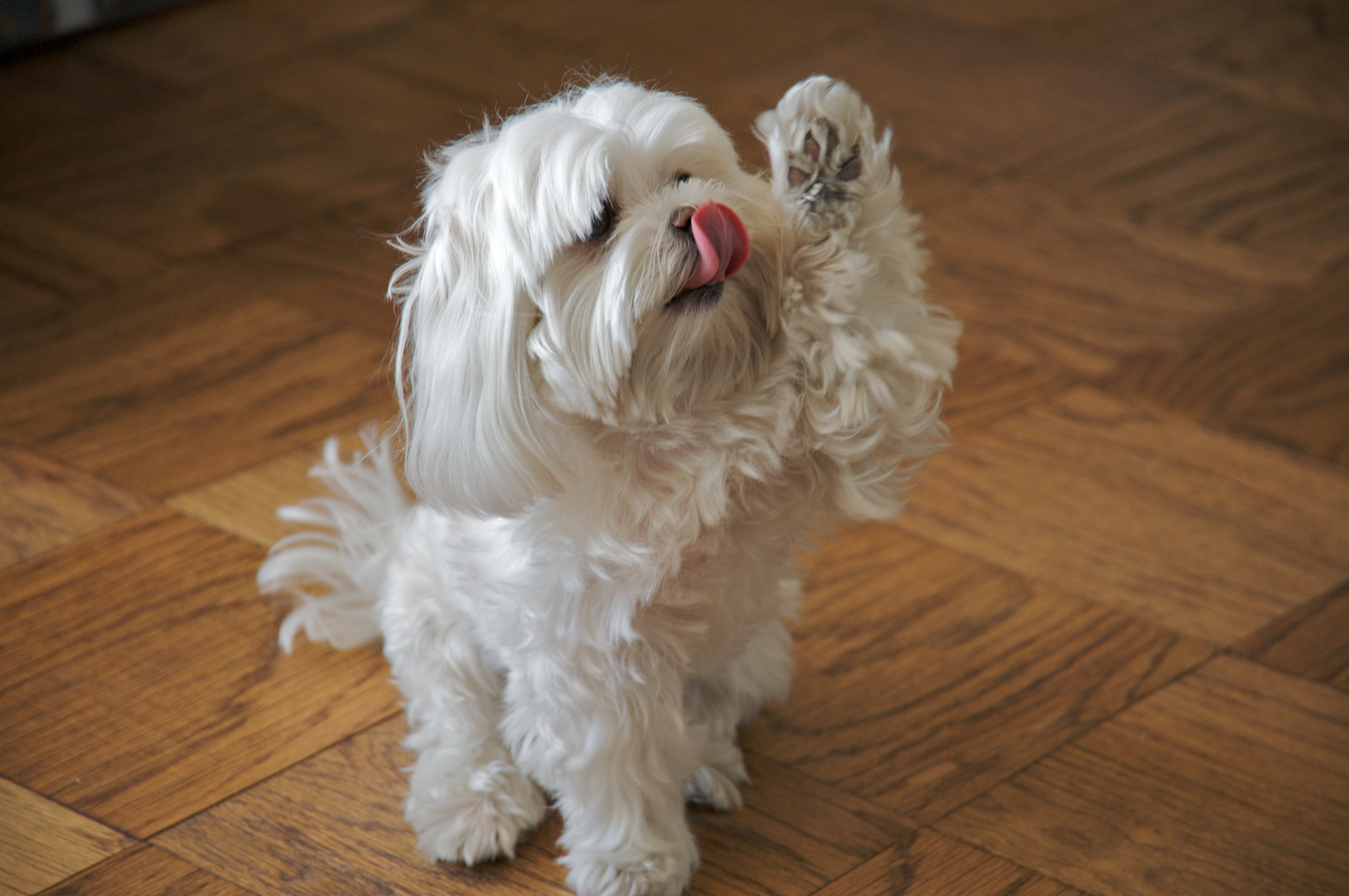
愛嬌のあるポーズのマルチーズ

このようなことから、初心者でも飼いやすいとされる。また、抱き犬として知られ、甘えたがりである。さらに、それとは対照的に勇敢で他の大型犬に対しても臆することなく振舞う面もある。この傾向はオスよりもメスに強い。
一方、日本では上述の「明るく、外交的」な性格とは逆で、「繊細・内弁慶・シャイ」と書かれていることが多い。これは、日本人の潔癖さゆえに、純白のマルチーズが汚れないようにするため、社会化トレーニングをさせる機会を設けられないマルチーズが多いからであるといわれている。社会化期に積極的にいろんな人とコミュニケーションをとり、また、散歩に連れ出し、土や草に触れたり、往来の車や電車の音を聞いたりしながら、心のキャパシティを広げる社会化トレーニングを実践することを心掛けたい。
また、人に対しては寛容だが幼児などがしつこく構ったりすることで攻撃性を示すようになってしまう場合もあるので、接し方には注意するべきである。